# Jimmy Speirs
Pour les articles homonymes, voir Speirs.
James Hamilton Speirs, connu comme Jimmy Speirs, né le 22 mars 1886 et mort le 20 août 1917, est un footballeur international écossais.
Il marque le but vainqueur de la finale de la FA Cup 1911 avec Bradford City, et reçoit la Military Medal durant la Première Guerre mondiale au cours de laquelle il est tué. 

## Biographie
Né à Glasgow, il est l'un des six enfants de ses parents. Il découvre le football dans l'équipe des jeunes d'Annandale et travaille comme greffier. Il commence sa carrière senior de football en 1905 avec l'équipe de Maryhill, où il joue moins d'une saison. En août il est recruté par les Rangers de Glasgow, l'un des principaux clubs du pays. Il passe trois saisons avec le club, mais ne remporte que la Glasgow Merchants' Charity Cup. Il marque régulièrement mais ne joue pas tous les matchs, de sorte que sa sélection en équipe nationale en mars 1908 face au pays de Galles est un peu une surprise. Cette sélection sera d'ailleurs la seule de sa carrière. 
À l'été 1908 il rejoint Clyde, puis l'année suivante quitte l'Écosse et signe à Bradford City, en Angleterre. Son plus grand succès vient lors de sa seconde saison avec Bradford, quand il est capitaine et buteur lors de la victoire du club en finale de la FA Cup 1911, avec une équipe composée de huit joueurs nés en Écosse. Il passe deux autres saisons avec Bradford City, avant d'aller à Leeds City (en), où après deux saisons la Première Guerre mondiale met un terme à sa carrière de footballeur. Le championnat de football continue une année, à la fin de laquelle Speirs retourne à Glasgow. 
Marié et père de deux enfants, Speirs aurait pu ne pas aller faire la guerre mais il est volontaire pour joindre les Queen's Own Cameron Highlanders en 1915. Il est promu soldat de première classe, caporal puis sergent, et obtient la médaille militaire pour sa bravoure au combat. Il est tué lors de la bataille de Passchendaele en août 1917, à l'âge de 31 ans.

## Palmarès
Annandale
- Glasgow Junior Cup 1905

 Rangers
- Glasgow Merchants' Charity Cup 1906

 Bradford City
- FA Cup 1911

 Leeds City
- West Riding Cup 1914

## Statistiques
| Club          | Saison  | Championnat | Championnat | Coupe  | Coupe | Total  | Total |
| Club          | Saison  | Matchs      | Buts        | Matchs | Buts  | Matchs | Buts  |
| ------------- | ------- | ----------- | ----------- | ------ | ----- | ------ | ----- |
| Rangers       | 1905–06 | 18          | 6           | 3      | 3     | 21     | 9     |
| Rangers       | 1906–07 | 22          | 13          | 3      | 1     | 25     | 14    |
| Rangers       | 1907–08 | 13          | 5           | 3      | 1     | 16     | 6     |
| Rangers       | Total   | 53          | 24          | 9      | 5     | 62     | 29    |
| Clyde         | 1908–09 | 14          | 7           | 6      | 3     | 20     | 10    |
| Clyde         | Total   | 14          | 7           | 6      | 3     | 20     | 10    |
| Bradford City | 1909–10 | 38          | 6           | 2      | 1     | 40     | 7     |
| Bradford City | 1910–11 | 25          | 7           | 6      | 2     | 31     | 9     |
| Bradford City | 1911–12 | 10          | 7           | 2      | 1     | 12     | 8     |
| Bradford City | 1912–13 | 13          | 9           | 0      | 0     | 13     | 9     |
| Bradford City | Total   | 86          | 29          | 10     | 4     | 96     | 33    |
| Leeds City    | 1912–13 | 19          | 10          | 1      | 0     | 20     | 10    |
| Leeds City    | 1913–14 | 29          | 12          | 2      | 0     | 31     | 12    |
| Leeds City    | 1914–15 | 25          | 10          | 2      | 0     | 27     | 10    |
| Leeds City    | Total   | 73          | 32          | 5      | 0     | 78     | 32    |
| Totaux        | Totaux  | 226         | 92          | 30     | 12    | 256    | 104   |